# 板倉令奈
板倉 令奈（いたくら れいな、1981年5月11日 - ）は、東京都出身の元バスケットボール選手。ポジションはF。男性。

## 人物
和光中学校で2年次にジュニアオールスターに出場。
秋田県立能代工業高等学校では1年先輩である田臥勇太らとともに全国タイトルを6度獲得。2年次には世界青少年競技大会日本代表に選ばれる。
法政大学では澤岻直人とともに1年次から活躍。4年次の2003年全日本学生バスケットボール選手権大会（インカレ）でベスト4を経験。
卒業後の2004年、東芝ブレイブサンダースに加入。ルーキーシーズンからJBLスーパーリーグ優勝に貢献。その後も主力として東芝を支え全日本総合バスケットボール選手権大会（オールジャパン）でも2006年優勝に貢献した。
2008年、三菱電機ダイヤモンドドルフィンズに移籍し1シーズン在籍。
三菱退団後の2009年にbjリーグのトライアウトを受験。その後のbjリーグドラフト会議にて滋賀レイクスターズから1位指名（全体4位）を受けるものの、入団交渉は決裂。9月29日、滋賀と東京アパッチとの間で、滋賀が保有していた板倉との優先契約交渉権と、東京が保有していた城宝匡史（東京アパッチに2007-08シーズンから所属）の仮保有権、さらに東京の2009-10シーズン終了後の新人ドラフト1位指名権との交換トレードが成立し、東京アパッチに所属することになった。
東京アパッチが2011-12シーズン不参加を決定した後、エクスパンションドラフトで岩手ビッグブルズに指名されたが契約には至らず、千葉ジェッツと契約し、2012-13シーズン終了まで2シーズン在籍した。2013-14シーズンは埼玉ブロンコスに移籍。2014年8月、NBLのトヨタ自動車アルバルク東京に移籍。2015年退団。
ブログでは日本バスケットボール協会の内紛について意見を述べたり、bjリーグのPRも行っている。
2012年度から早稲田大学大学院スポーツ科学研究科への入学が決定、2年間はプロバスケットボールプレーヤーと学生の2足のわらじを履くことを宣言している。
2020年、京都ハンナリーズゼネラルマネージャー就任。

## 経歴
- 能代工高 - 法政大学 - 東芝(2004年 - 2008年) - 三菱電機(2008年 - 2009年) - 東京アパッチ（2009年 - 2011年） - 千葉ジェッツ（2011年 - 2013年） - 埼玉ブロンコス（2013年 - 2014年） - トヨタ自動車アルバルク東京（2014年 - 2015年）

## 日本代表歴
- 第23回ユニバーシアード